# Solo (Berg)
Der Cerro Solo oder El Solo ist ein 6190 m, nach anderen Quellen 6205 m hoher Stratovulkan in den Anden am Rande der Atacamawüste in der Grenzregion der argentinischen Provinz Catamarca und der chilenischen Región de Atacama. Westlich des Berges liegt der Nationalpark Nevado Tres Cruces und östlich des Solo befindet sich der Nevado Ojos del Salado. Der Vulkan war während des Holozäns die Quelle großer pyroklastischer Flussablagerungen, welche die benachbarten Täler dicht füllen.